# NAI・NAI 16
「NAI・NAI 16」（ないないシックスティーン）は、日本の男性アイドルグループ・シブがき隊が1982年5月5日にリリースしたデビューシングル。

## 解説
テレビドラマ『2年B組仙八先生』（TBS系）出演をきっかけに結成されたシブがき隊のデビュー曲。胸に「YMF」のロゴが書かれたTシャツとズボン（ヤックンが青、モックンが赤、フックンが黄色）で歌っていた。
デビュー当日までワイドショー等で放送された歌唱歌詞が全く違う。
初回プレス盤にはシリアル・ナンバーが刻印されたカードが特典として付属。

## 収録曲
作曲・編曲：井上大輔（特記以外）
1. NAI・NAI 16
  - 作詞：森雪之丞
2. 好きらしいです、オレ!
  - 作詞：糸井重里　編曲：戸塚修